# Shakespeare (krater)
För andra betydelser, se Shakespeare (olika betydelser).
Shakespeare är en nedslagskrater på planeten Merkurius. Shakespeare är ungefär 399 kilometer i diameter. Den är uppkallad efter den engelske dramatiker, poet och skådespelaren William Shakespeare.